# Mauritsstadion
Het Mauritsstadion was een Nederlands voetbalstadion in de voormalige Limburgse gemeente Geleen. In het stadion, gelegen in de wijk Lutterade, werd achtereenvolgens gespeeld door de voetbalvereniging Maurits, de Geleense profclub Fortuna '54 en de latere fusieclub Fortuna SC.
Het Mauritsstadion werd kort na de Tweede Wereldoorlog gebouwd voor de bedrijfsclub van de Staatsmijn Maurits. Op 10 september 1947 werd de eerste steen gelegd. De bouwkosten waren relatief laag, mede dankzij de medewerking van werknemers van de mijn Maurits en de leden van de club. Ook werd gebruikgemaakt van oud bouwmateriaal, onder andere afkomstig van het oude voetbalterrein van V.V. Maurits aan de Ringovenstraat.
Op 14 augustus 1949 werd de opening verricht door Hans Hopster, de vicevoorzitter van de KNVB. Hierna speelden Maurits en het Belgische RFC Liégeois de openingswedstrijd. De club werd in 1950 afdelingskampioen, waardoor zij met vijf andere afdelingskampioenen mocht deelnemen aan de competitie om het landskampioenschap van Nederland. Maurits eindigde hierin als derde; landskampioen in dat jaar werd SV Limburgia uit Brunssum, de afdelingskampioen van de andere zuidelijke afdeling. De club degradeerde in 1954 echter uit de Eerste klasse. Maurits kwam vervolgens tot een overeenkomst met het door de Geleense bouwondernemer Egidius Joosten opgerichte Fortuna '54 voor het gezamenlijke gebruik van het Mauritsstadion. Omdat Fortuna '54 uitkwam in de door de KNVB niet erkende nieuw opgerichte profcompetitie van de NBVB, werden, als straf voor deze samenwerking, alle elftallen van Maurits uit de competitie genomen. Nadat de KNVB en de NBVB in november 1954 overeenkwamen om samen één landelijke profcompetitie te gaan organiseren, trad Fortuna '54 toe tot deze competitie en kreeg V.V. Maurits haar licentie terug en kwam voortaan uit in de hoogste afdeling van het amateurvoetbal. In 1957 werd Maurits landskampioen. Desondanks ging de club in 1958 op in Fortuna '54 en het stadion werd in de volksmond omgedoopt in Fortunastadion.
In 1959 werd het stadion voorzien van een lichtinstallatie, op dat moment de modernste van Nederland en die kon wedijveren met de lichtinstallatie van het Bernabeustadion van Real Madrid CF. Op 5 mei 1959 werd de lichtinstallatie in gebruik genomen bij een wedstrijd tussen Fortuna '54 en het Braziliaanse Botafogo. Inmiddels was de capaciteit van het stadion uitgebreid van circa 21.000 toeschouwers bij de opening in 1949 naar 27.000. Bij competitiewedstrijden, maar ook bij de vele vriendschappelijke wedstrijden die Fortuna '54 tegen gerenommeerde buitenlandse tegenstanders speelde, stroomde het stadion regelmatig vol. Fortuna speelde aanvankelijk mee in de top van de Nederlandse Eredivisie en eindigde tussen 1956 en 1959 op respectievelijk een tweede, vierde en derde plaats. In die tijd speelden veel bekende internationals voor Fortuna in het stadion (Frans de Munck, Cor van der Hart, Jan Notermans, Coy Koopal, Bram Appel, Faas Wilkes, Spitz Kohn, Bart Carlier). In de loop der jaren zestig werden de sportieve resultaten echter minder, mede doordat het bouwbedrijf van Joosten in problemen kwam en er zodoende minder topspelers konden worden aangetrokken. In 1968 leidde dit tot de degradatie van de club. Echter na een fusie met het eveneens gedegradeerde Sittardia mocht de nieuw gevormde club Fortuna SC (Fortuna Sittardia Combinatie) toch in de Eredivisie blijven spelen. De thuisduels werden de eerste jaren afwisselend in het Mauritsstadion en het stadion De Baandert in Sittard gespeeld.
De toeschouwersaantallen in het Mauritsstadion waren echter sterk afgenomen en in maart 1970 werd besloten dat Fortuna  SC vanaf het nieuwe seizoen enkel nog in De Baandert zou spelen. De laatste wedstrijd in het stadion, op zaterdag 16 mei 1970 tegen HVC, werd gespeeld voor slechts 750 toeschouwers. Hierna kwam het stadion zonder vaste bespeler te zitten en viel ten prooi aan vandalisme. In 1971 ging de hoofdtribune door een brand verloren. In 1981 werd het Mauritsstadion gesloopt om plaats te maken voor woningen (eerste steen 1990) en een park, het Fortunapark. Stenen van het stadion zijn verwerkt in trappen en verhogingen in het park. De oude lichtmasten zijn vanaf 1981 tot de sloop in 2000 jaren gebruikt door SV Limburgia op het sportterrein aan de Venweg te Brunssum. Aan de Henri Hermanslaan, op de plek waar vroeger de toegangspoort van het Maurits stadion was, staat tegenwoordig een monument met onder andere de eerste steen van het oude stadion en de namen van alle bekende voetballers van zowel V.V. Maurits als Fortuna '54.
Abe Lenstra Stadion (sc Heerenveen) ·
De Adelaarshorst (Go Ahead Eagles) ·
AFAS Stadion (AZ) ·
Erve Asito (Heracles Almelo) ·
Euroborg (FC Groningen) ·
Stadion Feijenoord (Feyenoord) ·
Fortuna Sittard Stadion (Fortuna Sittard) ·
Stadion Galgenwaard (FC Utrecht) ·
De Goffert (N.E.C.) ·
De Grolsch Veste (FC Twente) ·
Johan Cruijff ArenA (Ajax) ·
Het Kasteel (Sparta Rotterdam) ·
Koning Willem II Stadion (Willem II) ·
MAC³PARK stadion (PEC Zwolle) ·
Mandemakers Stadion (RKC Waalwijk) ·
Philips Stadion (PSV) ·
Rat Verlegh Stadion (NAC Breda) ·
Yanmar Stadion (Almere City FC)
AFAS Trainingscomplex (Jong AZ) ·
Bingoal Stadion (ADO Den Haag) · 
Frans Heesen Stadion (TOP Oss) ·
GelreDome (Vitesse) ·
De Geusselt (MVV Maastricht) ·
GS Staalwerken Stadion (Helmond Sport) ·
De Herdgang (Jong PSV) ·
Jan Louwers Stadion (FC Eindhoven) ·
Covebo Stadion - De Koel - (VVV-Venlo) · 
Kooi Stadion (SC Cambuur)  · 
Kras Stadion (FC Volendam) ·
M-Scores Stadion (FC Dordrecht) ·
De Oude Meerdijk (FC Emmen) ·
Parkstad Limburg Stadion (Roda JC Kerkrade) ·
711 Stadion (Telstar) ·
De Toekomst (Jong Ajax) ·
Van Donge & De Roo Stadion (Excelsior)
De Vijverberg (De Graafschap) ·
De Vliert (FC Den Bosch) ·
Sportcomplex Zoudenbalch (Jong FC Utrecht) ·
AFAS Trainingscomplex (AZ Vrouwen) ·
Bingoal Stadion (ADO Den Haag Vrouwen) ·
Het Diekman (FC Twente Vrouwen) ·
Fortuna Sittard Stadion (Fortuna Sittard Vrouwen) ·
De Herdgang (PSV Vrouwen) ·
711 Stadion (Telstar Vrouwen) ·
Skoatterwâld (sc Heerenveen Vrouwen) ·
Sportpark Be Quick '28 (PEC Zwolle Vrouwen) ·
De Toekomst (Ajax Vrouwen) ·
Van Donge & De Roo Stadion (Excelsior Vrouwen) ·
Varkenoord (Feyenoord Vrouwen)
Zoudenbalch (FC Utrecht Vrouwen)
Alkmaarderhout (Alkmaar '54/AZ '67/AZ) ·
Amsterdamsestraatweg (Elinkwijk) ·
De Baandert (Sittardia/FSC/Fortuna Sittard) ·
Beatrixstraat (NAC) ·
De Berckt (SC Venlo'54/VVV) ·
Berg & Bos (AGOVV/AGOVV Apeldoorn) ·
Birkhoven (SC Amersfoort/HVC) ·
De Blauwe Kei (Baronie) ·
Bornsestraat (Heracles/SC Heracles '74) ·
De Boschpoort (MVV) ·
Botenlaan (Brabantia) ·
De Braak (Helmondia '55/Helmond Sport) ·
Brasserskade (DHC) ·
Breestraat (KFC/FC Zaanstreek) ·
Buiksloterbanne (De Volewijckers) ·
Cambuurstadion (SC Cambuur/Leeuwarden) ·
Damlaan (Hermes DVS) ·
Het Diekman (SC Enschede/FC Twente) ·
Duinhorst (Den Haag/Flamingo's '54) ·
Esserberg (Be Quick) ·
Fatimastraat (Baronie) ·
FC Twente-trainingscentrum (FC Twente Vrouwen) ·
Stadion Feijenoord (SVV) ·
Floreslaan (Fortuna Vlaardingen/FC Vlaardingen '74) ·
Frankelandsedijk (SVV) ·
Galgenwaard (DOS/Velox) ·
Gemeentelijk Sportpark Hilversum (SC 't Gooi/SC Gooiland/Hilversum) ·
Gemeentelijk Sportpark Tilburg (Willem II/NOAD) ·
Haarlemstadion (HFC Haarlem) ·
Harga (Hermes DVS/SVV) ·
Heekpark (SC Enschede/Enschedese Boys) ·
Heekstraat (Rigtersbleek) ·
Heerlenersteenweg (Juliana) ·
De Heikant (Achilles '29/Achilles '29 Vrouwen) ·
Het Heuveltje (Oldenzaal) ·
Hoornseveld (ZFC) ·
Houtrust (Holland Sport/SHS) ·
Houtsdonk (Helmond) ·
Industriestraat (NOAD) ·
Irislaan (VC Vlissingen/VCV Zeeland) ·
Jonkerbergstraat (Roda Sport) ·
Kaalheide (Rapid '54/Rapid JC/Roda JC/Roda JC Vrouwen) ·
Het Kasteel (Xerxes) ·
Kikkerpolder (UVS) ·
De Koeburg (Zeist) ·
Koning Willem II Stadion (Willem II Vrouwen) ·
Koningsweg (Velox) ·
De Koel (VVV-Venlo Vrouwen) ·
De Koog (FC Zaanstreek) ·
De Kraal (VVV/FC VVV) ·
Krommedijk (D.F.C./DS '79/SVV/Dordrecht '90) ·
J.H. Kruisstraat (Heerenveen/sc Heerenveen) ·
Laan van Vollering (DHC) ·
De Langeleegte (SC Veendam) ·
Leenderweg (De Valk) ·
Liesbosweg (Utrecht) ·
't Lood (AZ Vrouwen) ·
De Luiten (RBC) ·
Oosterenkstadion (Zwolsche Boys/PEC Zwolle) ·
Oosterpark (GVAV/Oosterparkers/FC Groningen) ·
Mauritsstadion (Fortuna '54/FSC) ·
De Meer (Ajax) ·
Mosveld (De Volewijckers) ·
Nieuw-Monnikenhuize (Vitesse) ·
Noordersportpark (EDO) ·
Olympia (RKC Waalwijk) ·
Olympisch Stadion (Blauw-Wit/Amsterdam/DWS/FC Amsterdam) ·
Olympisch Stadion (bijveld) (Blauw-Wit/DWS/FC Amsterdam) ·
De Planeet (SC Drente/Zwartemeer) ·
RBC-Stadion (RBC) ·
Reeweg (Emma) ·
Rolduckerstraat (Kerkrade/Roda Sport) ·
Rozenoord (DOSKO) ·
Sittardia-terrein (Sittardia) ·
Schoonenberg (Stormvogels/VSV/AZ Vrouwen/SC Telstar VVNH) ·
Spaarndammerdijk (DWS) ·
Straatweg (EBOH) ·
Aan de spoorbrug (LONGA) ·
Sportparklaan (RCH) ·
Stadspark (Velocitas) ·
Thomassen-terrein (Rheden) ·
Veemarktterrein (FC Utrecht) ·
Veldwijk (Twentse Profs/Tubantia) ·
Venweg (Limburgia) ·
De Vliert (BVV) ·
Volkspark (Enschedese Boys) ·
De Vrolijkheid (PEC Zwolle/Zwolsche Boys) ·
Wageningse Berg (Wageningen/FC Wageningen) ·
Walvisstraat (ONA) ·
Wassenaarseweg (UVS) ·
Westzanerdijk (ZFC) ·
De Wolfsdonken (Wilhelmina) ·
Xerxesweg (Xerxes) ·
Zuidendijk (EBOH) ·
Zuiderpark (ADO Den Haag)